# Fire Emblem: The Sacred Stones
Fire Emblem: The Sacred Stones (ファイアーエムブレム 聖魔の光石 Faiā Emuburemu: Seima no Kōseki?, Fire Emblem: Las Piedras Sagradas) es el octavo juego de la saga Fire Emblem, desarrollado por Intelligent Systems y publicado por Nintendo para Game Boy Advance. Es el tercero y último de la saga para esta consola (segundo para el mundo occidental).

## Sistema de juego

### Cambios
El sistema de juego es básicamente el mismo que sigue toda la saga, aunque en este juego se añaden nuevas características y resucita otras vistas en Fire Emblem Gaiden. Los principales cambios son:
- Movilidad por todo el mapa del continente.
- Mayor control sobre el reparto de experiencia de las unidades.
- Cuando un personaje promociona, se puede elegir la clase a la que pertenecerá.
- Vuelven a aparecer monstruos como enemigos: zombis, gárgolas, etc.

### Modos de juego alternativos
Como en el anterior Fire Emblem, encontramos:

#### Modo difícil
En este modo los mapas tendrán nuevas condiciones (como el uso de niebla), se podrán elegir menos unidades al principio de cada batalla, además de aumentar la IA de los enemigos así como aumentar la dificultad para obtener dinero para comprar nuevo equipo.

#### Multijugador
En el circo se podrán unir hasta cuatro jugadores diferentes para combatir. Cada jugador elegirá hasta cinco personajes para combatir, que serán extraídos de su partida guardada, además de equiparlos igual que si estuvieran en el modo historia. Durante la batalla, cada jugador tendrá su turno para atacar. Si solo hay un jugador humano, podrá luchar contra la máquina, que manejará a sus rivales.

#### Campaña criatura
Este modo es nuevo, y debe ser desbloqueado. El jugador debe adentrarse en la Torre de Valni o en las Ruinas de Lagdou y enfrentarse a todas las criaturas que encuentre. Completando las diferentes plantas, se podrán desbloquear nuevos personajes. 

#### Modo mapa
Este modo es parecido al modo campaña criatura pero en el mapa del continente, el jugador puede luchar cuando quiera, acceder a las armerías y tiendas, también puede acceder a las tiendas secretas(esto último solo si se tiene la tarjeta de miembro), solo se puede acceder a este modo si se ha finalizado el juego alguna vez.

## Argumento
Magvel es el continente hogar de seis naciones. Estas son: 
El reino de Renais, gobernado por Fado, el Rey Guerrero.
El reino de Frelia, gobernado por Hayden, el Venerado Rey Sabio.
El reino de Jehanna, gobernado por Ismaire, la Reina de las Dunas Blancas.
La teocracia de Rausten, gobernada por Mansel, el Pontífice.
El imperio de Grado, liderado por Vigarde, el Emperador Taciturno.
Además,  comparten el continente con la emergente república de Carcino.
Hace 800 años, los monstruos acosaban a los humanos , que buscando una solución libraron la Guerra de las piedras. Aquella vez usaron cinco piedras sagradas para vencer y atrapar al Rey Demonio. Esas cinco reliquias se repartieron entre las cinco familias de reyes del continente.
Pasa el tiempo y con la ayuda de las piedras sagradas, en Magvel reina la paz. Pero un día, el príncipe Lyon de Grado, rompe la piedra sagrada de Grado e invade las otras naciones. Empieza por Renais, país natal de nuestros protagonistas, Eirika y Ephraim, que se ven obligados a huir. Ephraim organiza una guerrilla contra Grado, y Eirika decide ir a hablar con Lyon, antiguo amigo, para saber la razón del ataque.
Finalmente, se descubre que el príncipe Lyon, en un experimento, rompió una de las piedras sagradas que contenía al alma del Rey Demonio. Éste toma posesión de Lyon, quien convence a Vigarde, el emperador de Grado quien invade los otros países para romper sus piedras sagradas y desatar el caos y a los monstruos.

## Lista de capítulos
Esta es la lista de capítulos de Fire Emblem: The Sacred Stones. En reencuentros, seleccionas dos rutas: Ephraim/Grado o Eirika/rausten. Estos tienen capítulos diferentes.

### Ruta de Ephraim
Prólogo- La caída de Renais
1- La huida
2- En el camino
3- Bazba y compañía
4- Horrores olvidados
5- Ciudad fronteriza
5x- Corazón inexpugnable
6- Víctimas de la guerra
7- Renvall
8- ¡Emboscada!
Reencuentros
9- El fuerte de Rigwald
10- Alta traición
11- El buque fantasma
12- Aterrizaje en Taizel
13- La lealtad de Selena
14- Padre e hijo
15- Humo y arena
16- Amor ciego
17- Río de pesares
18- Las dos caras del mal
19- Última esperanza
20- El bosque oscuro
Final- La piedra sagrada

### Ruta de Eirika
Prólogo- La caída de Renais
1- La huida
2- En el camino
3- Bazba y compañía
4- Horrores olvidados
5- Ciudad fronteriza
5x- Corazón inexpugnable
6- Víctimas de la guerra
7- Renvall
8- ¡Emboscada!
Reencuentros
9- Mal puerto
10- Rebelión en Carcino
11- Sombras acechantes
12- La aldea del silencio
13- El Paso de Hamill
14- La caída de Jehanna
15- Humo y arena
16- Amor ciego
17- Río de pesares
18- Las dos caras del mal
19- Última esperanza
20- El bosque oscuro
Final- La piedra sagrada

## Personajes
En esta parte veremos los personajes desde el prólogo hasta el capítulo 8. A partir de allí hay dos caminos disponibles, los otros personajes los consigues pero en otro orden y la Historia de tu Lord hablando con el antagonista y los diálogos cambian un poco.
Ephraim: Es el Príncipe de Renais, que huyó al saber del ataque de Grado, junto a otros caballeros de Renais, combate contra Grado en Renvall. Es un joven valiente con un gran sentido del honor.
Eirika: Es la princesa de Renais, que se ve obligada a huir de Renais tras el ataque de Grado. Cuando llega a Frelia descubre que su padre había muerto y que su hermano está luchando con el imperio de Grado, es inocente y bondadosa.
Seth: General de Renais que escapa con Eirika hacia Frelia y parte junto a ella en la busca de su hermano, leal y aguerrido.
Franz: Jinete de Renais, tiene buen corazón , huye junto a Eirika y Seth en el ataque de Grado hacia Renais en busca de ayuda. Es amable y compasivo.
Gilliam: Caballero de Frelia que acude en ayuda de Franz. Junto a Eirika y Seth rescatan a Tana, princesa de Frelia.
Vanessa: Jinete de Pegaso de Frelia que ayuda a Eirika, en la búsqueda de su hermano bajo las órdenes del Rey Hayden.
Moulder: Sacerdote de Frelia, es paternal y benévolo. Acompaña a Eirika bajo las órdenes del Rey Hayden
García: Exguerrero de Renais que acude con la ayuda en la guerra contra Grado, sale a luchar junto con su hijo Ross cuando los bandidos arrasan su pueblo
Ross: es el hijo de García, es rescatado por el grupo de Eirika y se une a su grupo junto con su padre, García, en la guerra contra Grado.
Neimi: Amiga de la infancia de Colm, es una llorona. Es una chica que vive en Renais , de pequeña vivía con su abuelo que le enseñó a manejar el arco, los bandidos de Bazba le robaron el espejo de su madre y Colm lo va a buscar. Se une al grupo de Eirika para encontrar a Colm
Colm: Amigo de la infancia de Neimi, a veces es un poco falso, Vivía con Neimi en Renais cuando su pueblo fue arrasado por los bandidos, desde entonces no tienen hogar y deciden unirse al grupo de Eirika
Artur: Monje de Renais, es un hombre recto y pío. Vive con su amiga Lute en una aldea en el bosque Za'Ha. El bosque fue infectado con las hordas de monstruos y van a acudir la ayuda al grupo de Eirika, ella no deja que él combata solo y se une al grupo.
Lute: Joven hechicera de Reinais. Se cree un prodigio de la magia. Es una maga dotada de gran inteligencia y memoria. Recuerda todo lo que lee, oye o ve. Se queda en una aldea cuando Artur se va a luchar contra los monstruos del Bosque Za'Ha, luego se une al grupo junto con Artur. Es rara, tiene un superiorato absoluto, cree que es mejor que todos los que están a su alrededor. 
Natasha: Es una Clériga que traicionó al imperio de Grado, está segura que el emperador no está en su sano juicio y le pide ayuda al grupo de Eirika. Es seria, pero amable.
Joshua: Espadachín errante de Jehanna, le gustan los juegos de azar. Mercenario contratado por Grado, pero es en realidad el príncipe de Jehanna. Huyó de su país cuando su padre murió y no supo afrontar la situación. Pierde una apuesta en medio de una batalla, con Natasha cuando es perseguida por traición y se une al grupo de Eirika.
Forde: Jinete de Renais. Es temerario pero diestro a caballo, Hermano de Franz. Acompaña a Ephraim cuando se marchó del castillo de Reinais. Es amigo de Kyle, le gusta pintar pero no se dedica a ello hasta que termina la guerra.
Kyle: Leal jinete de Renais. Nunca sería capaz de traicionar a su patria. Acompaña a Ephraim cuando marchó del castillo de Renais. Es un gran compañero de Forde, es muy apegado a las leyes y las estrategias tradicionales del combate.
Orson: Jinete de Renais. Es un marido amante y sereno. Paladin al Servicio de Renais. Acompaña a Ephraim cuando marchó del castillo. En su rostro se ve la tristeza de la pérdida de su mujer, y haría lo que fuese para recuperarla. (TOMA EN CUENTA QUE ESTE PERSONAJE SOLO APARECE EN UN CAPÍTULO Y HAGAS LO QUE HAGAS NO SERÁ CONTROLABLE MÁS, AUNQUE SE PUEDE DESBLOQUEAR JUNTO CON OTROS EN LA TORRE DE VALNI EN MODO CAMPAÑA CRIATURA).
Desde aquí depende de que ruta elijas y la historia y el orden de como conseguir los personajes varía, aunque siempre tendrás los mismos personajes (algunos algo tarde y algunos algo temprano, depende de la ruta) pondre los personajes desde el capítulo 8 hasta el 15 (en este capítulo ambas rutas se unen)
James: Es el príncipe de Frelia. Ayuda a Eirika y Ephraim a salvar a Renais durante el ataque de Grado. Es arrogante pero tiene buen corazón.
Tana: Es la princesa de Frelia, su padre quiere protegerla en la guerra contra Grado pero ella decide salir a luchar junto con Ephraim. Es simpática y valiente.
Amelia: Joven recluta de Grado. Oriunda de una aldea de Grado. Es sincera y leal. Su padre había muerto y su madre fue capturada por bandidos. Se alistó en el ejército de Grado como única opción, los generales de Grado son crueles y ella se da cuenta de ello. Cuando se da cuenta de que los de Renais no son malos se une al grupo. Admira profundamente a Duessel.
Cormag: Jinete de wyvern de Grado. Guerrero temible con un gran corazón. Hermano menor de Glen, general de Grado. Su hermano fue asesinado por Valter, Valter le dice a Cormag que ha sido Eirika; entonces Cormag, loco de ira va en su búsqueda de venganza, al final de encontrarla ella le cuenta la verdad y se une a su grupo.
Duessel: Corajudo general de Grado apodado <<Obsidiana>>, es valiente y leal. General de Grado que no está de acuerdo con la invasión de Grado hacia Renais. Se encuentra con Ephraim, le cuenta la historia y se une al grupo.
L'Arachel: Joven de Rausten, lucha por la justicia, el bien y el orden. Sobrina del Pontífice de Rausten, y heredera al trono puesto que su tío no tiene descendencia, sus padres murieron en un ataque de los monstruos cuando ella era bebé.
Dozla: Es un fiero bárbaro de Rausten. Bruto pero con un gran corazón. Es leal a L'Arachel y la acompaña a todo sitio, siempre esta de buen humor.
Gerik: Jefe mercenario de Jehanna apodado <<Tigre del desierto>>. Su gremio es contratado por el príncipe James. Gerik y Tethys acompañan a James donde sufren una emboscada en Carcino. 
Tethys: Bella bailarina de Jehanna, procura mantener animado al grupo. Sus padres la abandonaron y tuvo que hacerse cargo de su hermano pequeño, Ewan como bailarina.
Ewan: Aprendiz de sabio de Jehanna, admira a su tutor, Saleh. Hermano menor de Tethys y discípulo de Saleh. Iniciado de magia que se une al grupo.
Marisa: Aguerrida espadachina de Jehanna apodada <<Centella Carmesí>> . Espadachina del grupo de mercenarios de Gerik, quien le encarga una misión pero se equivoca y termina en el ejército de Grado, cuando se da cuenta de la situación, y se une al grupo de Renais.
Saleh: Sabio de Caer Pelyn, tutor de Ewan, firme pero bondadoso. Tiene un gran espíritu, Eirika necesitaba a alguien que les guiara por las montañas, se consigue a su tutor Ewan y les dice que lo vieran, el les guía hasta Jehanna, allí encuentra a Myrrh, finalizando su búsqueda.
Rennac: Pícaro de Rausten, es vago y ruin pero infalible con las cerraduras. Es contratado por L'Arachel para que la proteja, pero ve que esa misión no acabará nunca y decide que es mejor irse a robar, cuando los príncipes pasan por el castillo de Renais, donde él intenta robar, lo ve L'Arachel y lo obliga a unirse al grupo.
Knoll: Hechicero imperial de Grado, sigue la senda de la piedra oscura. Es un chamán de Grado, que siguió las investigaciones de la piedra sagrada de su país, junto al príncipe Lyon y otros hechiceros. Es condenado a muerte y estaba encerrado en una celda de Grado, cuando el grupo de Ephraim lo rescata y le cuenta a él la verdad y los motivos de la guerra.
Capítulos 16-17-Final
Syrene: Comandante del tercer batallón de jinetes de pegaso de Frelia. Dirigía un ataque contra Grado en el río Narube. Sus soldados fueron derrotados pero ella sobrevivió y ayudó a los civiles del lugar. Es la hermana mayor de Vanessa, cuando es conseguida por los príncipes de Renais, se une al grupo.
Myrrh: Joven inocente habitante del bosque Oscuro. Es muy tímida. Manakete (dragón) con aspecto de niña, pero en realidad tiene 1200 años aproximadamente. Saleh la protegía pero le robaron su piedra Dragón, Myrrh va en su búsqueda pero la detiene primero Selena <<Turmalina>> (general de grado) a la cual intenta persuadir para que le dé la piedra pero inevitablemente muere al oponer resistencia a Ephraim, cuando recupera la piedra puede luchar.
- Datos: Q150169